# Langgutfuhr

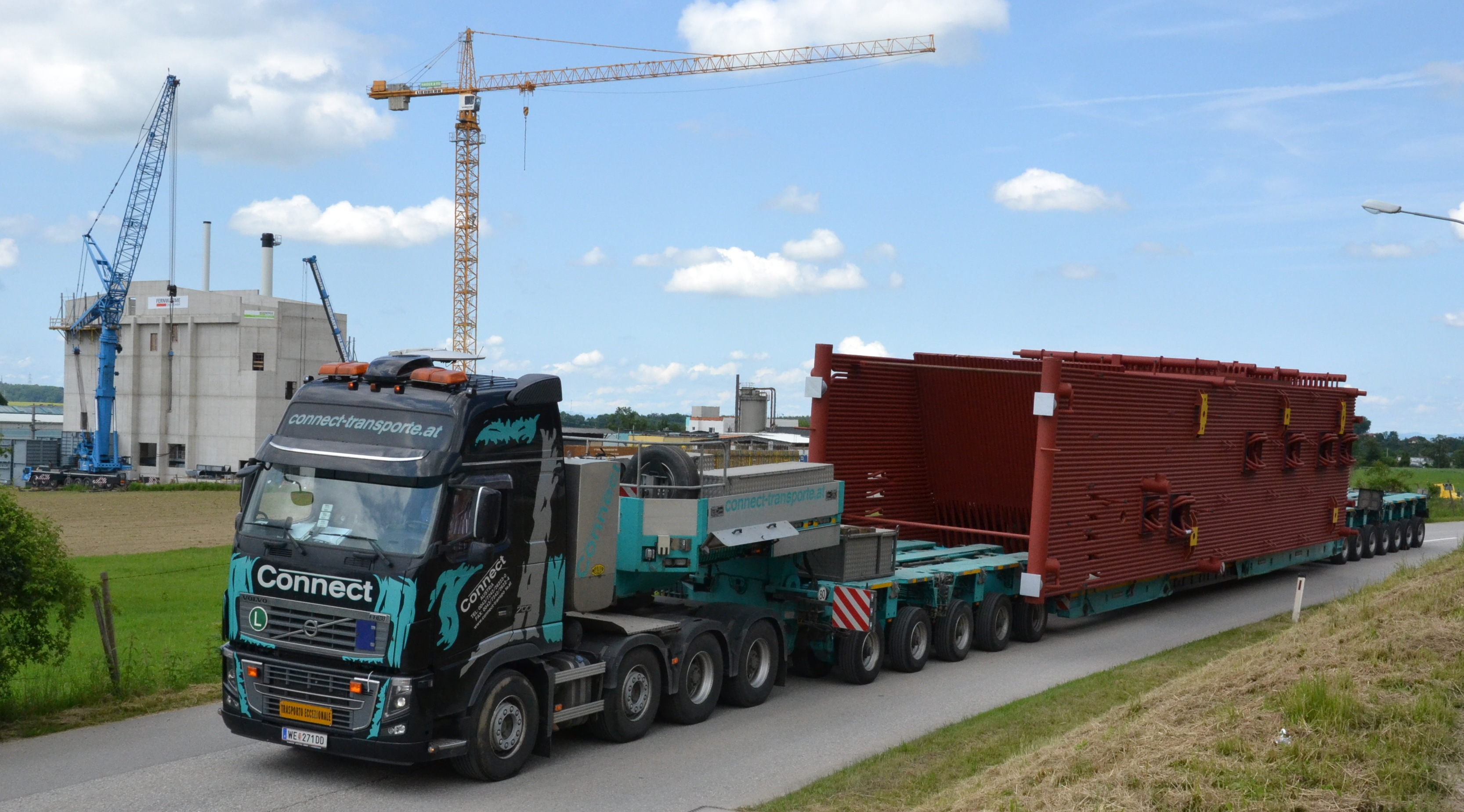
Langgutfuhre mit 53 Meter Gesamtlänge zum Antransport eines Naturumlaufkessels für die Bioenergie Steyr

Die Langgutfuhr (auch Langgutfuhre) ist im österreichischen Verkehrsrecht eine überlange Ladung.
Den Begriff gab es analog auch in Deutschland, dort wird er nicht mehr verwendet.

## Zum Begriff
Langgutfuhr ist „die Beförderung von Ladungen mit Kraftfahrzeugen [auch mit Anhänger], wenn 
- die Länge des Kraftfahrzeuges respektive Anhängers samt der Ladung 14 m übersteigt oder
- die Ladung um mehr als ein Viertel der Länge des Kraftfahrzeuges respektive Anhängers über dessen hintersten Punkt hinausragt,“ sowie
- bei Kraftfahrzeugen mit Anhängern auch, „wenn der letzte Anhänger ein Nachläufer ist und die Ladung um mehr als ein Fünftel ihrer Länge über den hintersten Punkt des Nachläufers hinausragt.“

(§ 2 Z 39 Kraftfahrgesetz i. d. F. 2019 – hier umformuliert).
Die höchste zulässige Geschwindigkeit dieser Fahrzeuge ist auf Freilandstraßen 50 km/h.  Auf Autobahnen war die Geschwindigkeit lange Zeit auf 70 km/h beschränkt und wurde im Jahre 2019 auf 80 km/h heraufgesetzt (§ 101 KFG).
Wenn bei der Langgutfuhre die Ladung um mehr als einen Meter über den vordersten oder den hintersten Punkt des Fahrzeuges hinaus ragt, muss diese „gut erkennbar gemacht sein“. Die Kraftfahrgesetz-Durchführungsverordnung 1967 legt dabei fest, dass die Kennzeichnung der Ladung mit einer 25 mal 40 cm großen, weißen Tafel, mit 5 cm breiten, rot reflektierenden Rand zu erfolgen hat. Die am Fahrzeugende angebrachte Tafel muss dabei „annähernd lotrecht und senkrecht zur Längsmittelebene des Fahrzeuges“ angebracht sein und darf maximal 90 cm über der Fahrbahn angebracht sein.